# Гедройц Костянтин Каетанович
Костянтин Каетанович Гедройц (нар. 6 квітня 1872, Бендери, Бессарабська губернія, Російська імперія (нині Молдова) — 5 жовтня 1932, Москва, СРСР) — видатний вчений-ґрунтознавець, агрохімік, основоположник колоїдної хімії ґрунтів, академік АН СРСР (з 1929 р.), академік ВУАН (з 1930 р.).

## Життєпис
Народився 6 квітня 1872 року в містечку Бендери (нині Республіка Молдова) у родині військового лікаря. Закінчив Київський кадетський корпус. По завершенні навчання його скерували до Михайлівського артилерійського училища. Проте 1892 року К. К. Гедройц полишив військову кар'єру і вступив до Петербурзького лісового інституту. Закінчивши його у 1898 році, а згодом і Петербурзький університет, де посилено вивчав хімію та фізику, працював у сільськогосподарській хімічній лабораторії міністерства землеробства.
Сферою наукових інтересів Костянтина Каетановича стали ґрунти, зокрема хімічні та фізичні процеси в них. Досліджуючи це питання, він взяв участь в організації агрохімічного відділу створеної 1911 року Носівської сільськогосподарської дослідної станції на Чернігівщині (Україна). Саме з нею пов'язана наукова слава цього талановитого вченого. Результати досліджень К. К. Гедройца на Носівській сільськогосподарської станції (1912—1929) стали «золотим фондом» російської й української ґрунтово-агрохімічної науки.
Пропрацювавши консультантом на станції, К. Гедройц з 1922 року очолив її агрохімічний відділ. Результатом багаторічної наукової та практичної роботи стало вчення про ґрунтові колоїди та їхню роль в утворенні ґрунту та його родючості. Вчений описав «ґрунтовий вбирний комплекс».
Вчений розробив нові принципи класифікації ґрунтів, що базувалася на складі обмінних катіонів.Запропонував поділ ґрунтів на насичені й ненасичені основами. Виділив чотири основні ґрунтові типи: латеритний, підзолистий, чорноземний і солонцевий.
Гедройц з'ясував природу солонцюватості ґрунтів, пов'язавши властивості солонців з наявними у ґрунтово-вбирному комплексі іонами натрію. Вчений встановив стадії еволюції засолених ґрунтів: солончак {\displaystyle \rightarrow } солонець {\displaystyle \rightarrow } солодь.
Гедройц розробив багато методів хімічного аналізу ґрунтів.
Вчений розробив способи хімічної меліорації ґрунтів (гіпсування і вапнування), використовуючи дослідження ґрунтово-вбирного комплексу. Багато часу приділяв поліпшенню поширених на Чернігівщині солонцюватих і кислих ґрунтів. За цю роботу Костянтин Каетанович був удостоєний Державної премії імені В. І. Леніна (1927), отримав звання члена-кореспондента АН СРСР, а згодом і академіка.
1927 року обраний президентом Міжнародної асоціації ґрунтознавців.
З 1930 року керував агрохімічною лабораторією Довгопрудненського дослідного поля (поблизу Москви).
За деякими даними, 1932 року в період масових сталінських репресій вченого арештували, що сильно підірвало його здоров'я. Того ж 1932 року Констянтин Гедройц помер у Москві.

## Основні праці
- Постановления Германского союза сельскохозяйственных станций относительно исследования и оценки удобрений, кормов и семян. Пер. и доп. К. К. Гедройца. — СПб.: Тип. М. Меркушева, 1905. — ? с.
- Гедройц К. К., сост. Потребность почв Петербургской губернии в удобрениях в условиях вегетационного опыта. — СПб.: Тип. В. Ф. Киршбаума, 1911. — 85 с.
- Гедройц К. К. Коллоидальная химия в вопросах почвоведения. В 2-х чч. Ч. 1. Коллоидальные вещества в почвенном растворе. Образование соды в почве. Солонцы и солончаки. — СПб.: Бюро по земледелию и почвоведению Уч. комиссии Гл. упр-я землеустройства и земледелия, 1912. — 58 с.
- Гедройц К. К., сост. Изменяемость плодородия и производительности почвы под влиянием естественных условий и при хранении почв в воздушно-сухом состоянии. (В кн.: Труды сельскохозяйственной химической лаборатории в Санкт-Петербурге. Отд. оттиск из VIII вып. — СПб.: Тип. В. Ф. Киршбаума, 1913. — С. 144—199.)
- Гедройц К. К. Коллоидальная химия в вопросах почвоведения. В 2-х чч. Ч. 2. Скорость обменных реакций в почве. Коллоидальность почв, насыщенных различными основаниями, и красочный метод определения количества коллоидов в почве. — СПб.: Бюро по земледелию и почвоведению Уч. комиссии Гл. упр-я землеустройства и земледелия, 1914. — 36 с.
- Гедройц К. К. Заметки по агрономическому анализу. — Пг.: Тип. Альтшулера, 1914. — 16 с.
- Гедройц К. К. Действие электролитов на илистые суспензии. — Пг.: Тип. Альтшулера, 1915. — 40 с.
- Гедройц К. К., сост. Методы контроля удобрений. Применительно к закону 3 июля 1916 г. — Пг.: Тип. В. Ф. Киршбаума, 1917. — 35 с.
- Гедройц К. К. К методике определения цеолитных оснований в почве. — Пг.: [Б. и.], 1918. — 23 с.
- Гедройц К. К. Учение о поглотительной способности почв. — Пг.: Ред.-изд. ком. Нар. ком. земледелия, 1922. — 56 с.
- Гедройц К. К. Химический анализ почв. Руководство по ведению лабораторных и почвенных исследований. — Пг.: «Новая деревня», 1923. — 253 с.
- Гедройц К. К. Почвенный поглощающий комплекс и почвенные поглощенные катионы, как основа генетической почвенной классификации. — Л.: Гос. учеб.-практ. школа-тип. им. Алексеева, 1925. — 35 с.
- Носовская сельскохозяйственная опытная станция им. 5-летия Октябрьской революции. Агрохимический отдел. Отчет Агрохимического отдела за 1922—1923 гг. Под общ. ред. К. К. Гедройца. — К.: Трест «Киев-печать», 1924. — 75 с.
- Гедройц К. К. К вопросу об естественно-историческом районе Носовской с.-х. опытной станции. — К.: «Киев-Печать», 1926. — 13 с.
- Носовская сельскохозяйственная опытная станция им. 5-летия Октябрьской революции. Агрохимический отдел. Краткий отчет за 1924 год. Сост. Ф. Н. Германов и В. Г. Тарановская. Под общ. ред. К. К. Гедройца. — К.: Изд-во опытной станции, 1926. — 49 с.
- Гедройц К. К. Осолодение почв. — Л.: Тип. «Коминтерн», 1926. — 49 с.
- Гедройц К. К. Подвижность почвенных соединений и влияние на неё кальция. — К.: Трест «Киев-печать», 1926. — 18 с.
- Гедройц К. К. Почва как культурная среда для сельскохозяйственных растений. Почвенные коллоиды и солонцеватость почв. По данным Агрохимического отдела Носовской с.-х. опытной станции. Популярный очерк. — К.: Трест «Киев-печать», 1926. — 66 с.
- Гедройц К. К. Почвенный поглощающий комплекс и почвенные поглощенные катионы, как основа генетической почвенной классификации. 2-е изд., доп. и испр. — Л.: Изд-во Носовск. опытной станции, тип. «Коминтерн», 1927. — 112 с.
- Тарановская В. Г. Нитрификация в почве опытного поля Носовской сельскохозяйственной опытной станции и роль клевера в улучшении её. Под ред. и с предисл. К. К. Гедройца. — Л.: [Б. и.], 1927. — ? с.
- Гедройц К. К. Солонцы, их происхождение, свойства и мелиорация. Научно-популярный очерк. — Л.: Изд-во Носовск. опытной станции, тип. «Коминтерн», 1928. — 76 с.
- Гедройц К. К. Учение о поглотительной способности почв. 2-е изд., испр. и доп. — М.-Л.: ГСХИ «Новая деревня», 1929. — 156 с.
- Гедройц К. К. Химический анализ почвы. 2-е изд., испр. и доп. — М.-Л.: ГСХИ «Новая деревня», 1929. — 599 с.
- Гедройц К. К. Учение о поглотительной способности почв. 3-е изд., испр. и доп. — М.-Л.: Сельколхозгиз, 1932. — 203 с.
- Гедройц К. К. Химический анализ почвы. 3-е изд. — М.-Л.: Сельколхозгиз, 1932. — 536 с.
- Гедройц К. К. Учение о поглотительной способности почв. 4-е изд., испр. и доп. — М.: Сельхозгиз, 1933. — 207 с.
- Гедройц К. К. Химический анализ почвы. 4-е изд., стереотип. — М.-Л.: Ленсельхозгиз, 1935. — 536 с.
- Гедройц К. К. Почвенный поглощающий комплекс, растение и удобрение. Статьи и материалы по опытам на Долгопрудном опытном поле НИУ за 1930—1933 гг. Под общ. ред. Ф. Н. Германова. — М.-Л.: Сельхозгиз, 1935. — 343 с.
- Гедройц К. К. Избранные сочинения. В 3-х тт. Под общ. ред. Н. П. Ремезова. Т. 1. Почвенные коллоиды и поглотительная способность почв. — М.: Сельхозгиз, 1955. — 560 с.
- Гедройц К. К. Избранные сочинения. В 3-х тт. Под общ. ред. Н. П. Ремезова. Т. 2. Химический анализ почвы. — М.: Сельхозгиз, 1955. — 616 с.
- Гедройц К. К. Избранные сочинения. В 3-х тт. Под общ. ред. Н. П. Ремезова. Т. 3. Применение удобрений, мелиорация почв и вегетационные опыты. — М.: Сельхозгиз, 1955. — 560 с.
- Гедройц К. К. Избранные научные труды. — М.: «Наука», 1975. — 638 с.